# 江震
江震，中国人民解放军空军高级将领，中将军衔。

## 生平
浙江宁波奉化县人。1947年入伍，加入中国人民解放军。1947年，加入中国共产党。曾经担任浙江军区的连长。1951年，毕业于中国人民解放军空军航空学校，毕业后担任空军飞行员。1952年，参加抗美援朝，在朝鲜半岛作战，曾先后担任中国人民志愿军空军飞行大队副大队长，中国人民志愿军空军师射击副主任，技术检查部主任。朝鲜战争期间，曾先后击落敌军飞机四架，荣立一等功两次。回国后先后担任中国人民解放军空军团长，副师长，师长，副军长，军长等军职，并出任沈阳军区空军副司令员。1988年，授予中国人民解放军空军中将。